# Ezplusコントローラ
ezplusコントローラ（イージープラスコントローラ）はHORIがKDDIおよび沖縄セルラー電話の各auブランドの携帯電話端末向けに開発したゲームコントローラである。

## 概要と仕様
ezplusコントローラは、auのサービスであるezplus（現: EZアプリ (Java)）向けのゲームを遊ぶ際、操作性の向上を目的とし、開発された。
任天堂のスーパーファミコンのコントローラの様に、左側に十字のキーが、右側に4種類のボタンが配されている。左右の上隅にそれぞれ電源スイッチとEzwebキーも内蔵されており、十字キーは携帯電話に内蔵の上下左右キーに、ボタンはそれぞれソフトキー1、2および決定キーとクリアキーに対応する。テンキーを使用して操作するゲームにはソフトウェア側で対応する必要があり、auのウェブサイトでezplusコントローラ向けソフトウェアの開発者に向けた資料を公開している。
使用に際してはコントローラ側にも電源が別途必要であり、CR2032ボタン電池を2個使用する。
Javaアプリに対応する端末への装着を想定して開発されたもので、初期の対応機種はcdmaOne 5000シリーズ、3000シリーズ、C452CAの3種のみであった。しかしながら例外的な方法ではあるが、現在のCDMA 1X WIN端末やBREW端末であっても電気的には互換製品であるため、多くの機種は問題なく接続して使用できる。
キーの反応速度に遅れは殆ど無く、同社イージーパレットよりもレスポンスは高い。携帯電話のキーでは操作し辛いアクションゲームでも十分代替して使用する事ができる。
省電力機能として、5分間ボタン操作を行わないと自動的に電源が切れる。

## 特徴
他の一般的なゲーム機用コントローラと比較して、左側十字キーと右側に配されているボタンとの中央部分(コントローラの中央部)に携帯電話を合体できる工夫が施されており、バネとゴム素材で携帯電話を挟み込んで固定できる特徴がある。
フリップタイプの携帯電話をフリップした状態で装着すれば、携帯ゲーム機さながらの形状となり操作性が増すが、特異な形状の為、電気的には互換でも物理的に装着できない事を理由に非対応となった機種(C451H等)もある。
現在、国内携帯電話向けゲームコントローラとしての対抗製品は無く、携帯電話向けのゲームをコンシューマーゲーム機さながらのコントローラで遊べる事は他社には無いEZアプリの強みにもなっている。

## 操作可能なアプリ
以下にezplusコントローラで操作可能なアプリを公証、非公証問わずに列挙する(順不同)。ただしFlashゲームに類するものや、一部のキー操作を携帯電話本体で行わなければならないものを除く。またezplusコントローラを併用する事で弊害が発生する場合や特筆すべき点等は、その旨を備考に摘記する。
| メーカー               | タイトル                      | ジャンル         | BREW / JAVA | 備考                               |
| ---------------------- | ----------------------------- | ---------------- | ----------- | ---------------------------------- |
| スクウェア・エニックス | ドラゴンクエスト              | RPG              | BREW        | 全てezplusコントローラで操作可能   |
| スクウェア・エニックス | ドラゴンクエストII 悪霊の神々 | RPG              | BREW        | 全てezplusコントローラで操作可能   |
| セガ                   | ソニック・ザ・ヘッジホッグ    | アクション       | BREW        | 全てezplusコントローラで操作可能   |
| ハドソン               | 桃太郎電鉄 JAPAN              | シミュレーション | BREW        | 全てezplusコントローラで操作可能   |
| ハドソン               | 桃太郎電鉄 TOKYO              | シミュレーション | BREW        | 全てezplusコントローラで操作可能   |
| ハドソン               | 天外魔境                      | RPG              | BREW        | 一部の端末でムービーが表示されない |
| CYBIRD,アイレム        | R-TYPE                        | シューティング   | BREW        | 全てezplusコントローラで操作可能   |

## 接続可能なau携帯電話
以下にezplusコントローラを接続して使用可能な携帯電話を公証、非公証問わずに列挙する。部分的に改修が必要な場合他、特筆すべき内容は、その旨を備考欄に摘記する(順不同)。ただし端末の各操作が可能であってもJAVAまたはBREWアプリに対応しない端末は除く。
| 機種名        | 備考                                                                    |
| ------------- | ----------------------------------------------------------------------- |
| C3000シリーズ | 全機種接続、使用可能                                                    |
| C5000シリーズ | 全機種接続、使用可能                                                    |
| C452CA        | 接続、使用可能                                                          |
| W21SA         | 接続、使用可能                                                          |
| W21S          | フリップ状態では使用不可能                                              |
| W41CA         | 端子部が干渉するため、部分改修する事で使用可能 フリップ状態でも使用可能 |
| W41H          | 端子部が干渉するため、部分改修する事で使用可能 フリップ状態でも使用可能 |
| W41T          | 接続、使用可能                                                          |